# Smaragdina
Genre
Synonymes
- Calyptorhina Lacordaire, 1848[2]
- Cyaniris Redtenbacher, 1845 nec Dalman, 1816[2]
- Gynandrophthalma Lacordaire, 1848[2]
- Medvedevella Özdikmen, 2008[2]
- Monrosia Medvedev, 1971[2]
- Necyomantes Gistl, 1837[2]
- Smaragdinella Medvedev, 1971 nec Adams & Reeve, 1848[2]

Smaragdina  est un genre d'insectes coléoptères de la famille des Chrysomelidae.

## Liste d'espèces
Selon BioLib (5 mars 2017) :
- Smaragdina affinis (Illiger, 1794)
- Smaragdina algirica (Weise, 1894)
- Smaragdina amasina (Pic, 1897)
- Smaragdina apicitarsis (Fairmaire, 1876)
- Smaragdina atricollis (Pic, 1922)
- Smaragdina aurita (Linnaeus, 1767)
- Smaragdina australis Medvedev, 1993
- Smaragdina bakeri Medvedev, 1999
- Smaragdina basilevskyi Medvedev, 1987
- Smaragdina bechynei (Cobos, 1956)
- Smaragdina bertiae Medvedev, 1992
- Smaragdina bothrionota Tan, 1987
- Smaragdina brunneoornata Medvedev, 1999
- Smaragdina camerunica Medvedev, 1987
- Smaragdina centromaculata Medvedev, 1995
- Smaragdina chloris (Lacordaire, 1848)
- Smaragdina clavareaui (Jacobson, 1906)
- Smaragdina clypealis Medvedev, 1992
- Smaragdina cobosi (Codina-Padilla, 1963)
- Smaragdina collaris (Fabricius, 1781)
- Smaragdina concolor (Fabricius, 1792)
- Smaragdina costata Tan & Wang, 1981
- Smaragdina cribripennis Tan, 1988
- Smaragdina dalatensis Kimoto & Gressitt, 1981
- Smaragdina diversipes (Letzner, 1839)
- Smaragdina divisella Medvedev, 1988
- Smaragdina divisoides Medvedev, 1988
- Smaragdina djebellina (Lefevre, 1872)
- Smaragdina emarginata Medvedev, 1995
- Smaragdina erberi Medvedev, 2000
- Smaragdina eroshkinae Medvedev, 1988
- Smaragdina ferulae Gené, 1839
- Smaragdina flavicollis (Charpentier, 1825)
- Smaragdina flavicoxis Medvedev, 1992
- Smaragdina flavovariegata Medvedev, 1999
- Smaragdina fulvitarsis Medvedev, 1992
- Smaragdina furthi Erber & Medvedev, 1999
- Smaragdina gracilis Medvedev, 1993
- Smaragdina graeca (Kraatz, 1872)
- Smaragdina gratiosa (Lucas, 1845)
- Smaragdina higuchii Kimoto & Takizawa, 1981
- Smaragdina hypocrita (Lacordaire, 1848)
- Smaragdina immaculata Lacordaire, 1848
- Smaragdina impressicollis Tang, 1992
- Smaragdina incerta Zhang, 1989 †
- Smaragdina insulana Medvedev, 1992
- Smaragdina jordanica Medvedev & Katbeh-Bader, 2002
- Smaragdina judaica (Lefevre, 1872)
- Smaragdina kalimantani Medvedev & Regalin, 1998
- Smaragdina kejvali Kantner & Bezdek, 2007
- Smaragdina kimotoi Lopatin, 2003
- Smaragdina kimshona Medvedev, 1988
- Smaragdina kuromon Kimoto, 1984
- Smaragdina kurosuji Kimoto, 1984
- Smaragdina laeta Medvedev, 1987
- Smaragdina laosensis Kimoto & Gressitt, 1981
- Smaragdina limbata (Steven, 1806)
- Smaragdina limbifera (Escalera, 1928)
- Smaragdina linearis Medvedev & Kantner, 2002
- Smaragdina louwi Medvedev, 1993
- Smaragdina macilenta Weise
- Smaragdina maduraiensis Erber & Medvedev, 1999
- Smaragdina maharashtra Kantner & Bezdek, 2007
- Smaragdina mangkamensis Tan & Wang, 1981
- Smaragdina mapellii Takizawa, 1990
- Smaragdina medvedevi Medvedev, 1984
- Smaragdina megalayana Medvedev & Kantner, 2002
- Smaragdina micheli Medvedev, 1995
- Smaragdina minuta Medvedev, 1995
- Smaragdina montana Medvedev, 1988
- Smaragdina motschulskyi Medvedev, 1992
- Smaragdina murzini Lopatin, 2003
- Smaragdina nigricollis Medvedev, 2004
- Smaragdina nigroapicalis Lopatin, 2005
- Smaragdina nigroguttata Lopatin, 2002
- Smaragdina nigrosternum Erber & Medvedev, 1999
- Smaragdina nigroviolacea Lopatin, 2004
- Smaragdina oculata Medvedev, 1988
- Smaragdina opaca Rosenhauer, 1856
- Smaragdina ornatipennis Medvedev, 2004
- Smaragdina pacholatkoi Medvedev, 2003
- Smaragdina pallescens (Pic, 1895)
- Smaragdina persica Pic, 1911
- Smaragdina punctatissima (Weise, 1892)
- Smaragdina quadrilineata Medvedev & Erber, 2003
- Smaragdina rapillyi (Lopatin, 2002)
- Smaragdina regalini Medvedev & Kantner, 2002
- Smaragdina regularis Medvedev, 1985
- Smaragdina reyi (C. Brisout, 1866)
- Smaragdina rufimana (Lacordaire, 1848)
- Smaragdina sabahensis Medvedev, 1999
- Smaragdina salicina (Scopoli, 1763)
- Smaragdina saudica Medvedev, 1993
- Smaragdina schereri Lopatin, 2006
- Smaragdina scutellaris (Lefevre, 1872)
- Smaragdina spenceri Kimoto & Gressitt, 1981
- Smaragdina sprecherae Medvedev, 2002
- Smaragdina symmetria Tan, 1988
- Smaragdina szechuana Medvedev, 1995
- Smaragdina tani Lopatin, 2004
- Smaragdina taynguensis Medvedev, 1985
- Smaragdina tibialis (Brullé, 1832)
- Smaragdina tristis Medvedev, 1999
- Smaragdina tunisea Warchałowski, 2000
- Smaragdina unipunctata (Olivier, 1808)
- Smaragdina uyguni Warchalowski, 1993
- Smaragdina vaulogari (Pic, 1894)
- Smaragdina vietnamensis Kimoto & Gressitt, 1981
- Smaragdina viridana Lacordaire, 1848
- Smaragdina volkovitshi Lopatin, 2004
- Smaragdina xanthaspis (Germar, 1824)
- Smaragdina yunnana Medvedev, 1995

Selon Catalogue of Life (5 mars 2017) :
- Smaragdina militaris (J. L. LeConte, 1858)

Selon ITIS (5 mars 2017) :
- Smaragdina militaris (J. L. LeConte, 1858)

Selon NCBI (5 mars 2017) :
- Smaragdina affinis
- Smaragdina aurita
- Smaragdina concolor
- Smaragdina flavicollis
- Smaragdina reyi
- Smaragdina rufimana
- Smaragdina salicina
- Smaragdina semiaurantiaca

Selon Paleobiology Database (5 mars 2017) :
- Smaragdina incerta